# Benjamin Herman
Benjamin Herman (Londen, 9 mei 1968) is een Nederlandse jazzmusicus. Hij is vooral bekend als altsaxofonist en bandleider van New Cool Collective, maar hij speelt ook C-melody-saxofoon en dwarsfluit. Ook had hij een programma op Radio 6 (deze zender is in 2016 opgeheven).

## Biografie
Herman komt uit een gezin met in totaal zes kinderen, onder wie zijn tweelingbroer Jonathan, die als regisseur werkt. Zijn moeder is Nederlands. Wijlen zijn vader was rabbijn en psychotherapeut. Herman verhuisde op achtjarige leeftijd met zijn gezin naar Nederland.
Hij speelde voor het eerst saxofoon toen hij twaalf jaar oud was. Op zijn dertiende trad hij al op in het professionele clubcircuit. Binnen een paar jaar speelde Benjamin wereldwijd met verschillende groepen en initieerde hij zijn eigen projecten. Hij is in de muziek als drummer begonnen. Toen hij zeventien jaar was, speelde Herman voor het eerst op het North Sea Jazz Festival. Hij studeerde aan het conservatorium van Hilversum, waar hij in 1991 cum laude afstudeerde. Benjamin Herman was dat jaar de enige Europeaan die geselecteerd werd voor de Thelonious Monk Competition. Hij studeerde ook aan de Manhattan School of Music in New York.
In 1993 richtte Herman New Cool Collective op, een achtkoppige band met invloeden uit de jazz-, soul- en latinmuziek. Voor deze band - en de grotere New Cool Collective Big Band - componeert hij de muziek, en is hij bandleider. New Cool Collective bracht in 2011 hun twaalfde album uit, Eighteen.
Herman speelde samen met onder meer Jan Akkerman, Candy Dulfer, Wouter Hamel, Dr. John, Han Bennink, Trijntje Oosterhuis, Michiel Borstlap, Jesse van Ruller, Typhoon, Paul Weller, Jazz Orchestra of the Concertgebouw, Misha Mengelberg, Pete Philly & Perquisite, Hans Teeuwen, Michel Camilo, C-Mon & Kypski en Chef'Special.
In 2004 begon Benjamin Herman zijn eigen platenlabel Roach Records waarop hij zijn soloalbums uit brengt.
In 2012 bracht Herman het album Deal uit, dat de soundtrack is van regisseur Eddy Terstalls gelijknamige film. Dit album nam hij op met Jesse van Ruller, Joost Kroon, Manuel Hugas, Carlo de Wijs en The City Of Prague Philharmonic Orchestra.
In het voorjaar van 2013 is het album Café Solo verschenen. Herman bracht de muziek van dit album met Ernst Glerum (contrabas) en Joost Patočka (drums) ten gehore tijdens een tournee die in maart van dat jaar begon.
Begin 2014 verscheen het album Live. Naast zijn vaste ritmesectie met Ernst Glerum en Joost Patočka, speelt de Spaanse pianist Miguel Rodríguez mee.
Op 11 juli 2014 verscheen Trouble. Binnen Hermans oeuvre was dit zijn zestiende soloplaat, een samenwerking met de toen 24-jarige Daniel von Piekartz. Trouble kwam uit op cd, vinyl en in digitale vorm. Voor het eerst in twee decennia leverde Herman een heel album met vocaal werk. Von Piekartz speelt en zingt op acht van de tien stukken mee.
Op 4 mei 2018 verscheen het album Project S, gemaakt voor de gelijknamige documentaire over de Citroën SM waarop hij wederom samenwerkte met Joost Kroon en Manuel Hugas en aangevuld met Rory Ronde, Peter Schlamb en Alexander van Popta.
Op 21 september 2018 verscheen het album Bughouse waarop een lang gekoesterde wens van Benjamin Herman in vervulling kwam om een punkjazz album uit te brengen in een samenwerking met Reinier Baas, Peter Peskens en Olav van den Berg.
Sinds januari 2019 is Benjamin Herman ook op de radio te beluisteren in zijn eigen muziekprogramma Benjamin's Lijst op NPO Soul & Jazz. 
Daarnaast begon Herman op 8 januari 2019 zijn eigen podcast genaamd 'Get In!' op NPO, waarbij hij wekelijks een selectie van tracks presenteert. Zijn inspiratie haalt hij uit zijn favoriete muzikanten en nieuwe films en documentaires. Na een eerste seizoen van 185 afleveringen diep, is Herman sinds 16 februari 2023 begonnen aan het tweede seizoen van 'Get In!'.
When Will The Blues Leave is de titel van het album van drummer John Engels, contrabassist Joris Teepe en saxofonist Benjamin Herman en verscheen op 12 maart 2021. Het is opgenomen in een verlaten Bimhuis in juni 2020, een maand na de 85e verjaardag van drummer John Engels. Het album bestaat uit acht titels uit de jazzgeschiedenis die Engels groot heeft zien worden.
Op 15 september 2022 verscheen het album True Love’s Flame in samenwerking met zangeres Anna Serierse. Voor dit album liet Benjamin Herman zich inspireren door (neo) noir-achtige soundtracks en de duistere, surrealistische films van David Lynch.

## Discografie
Albums en singles die Herman uitbracht. Onder 'Artiest' staat vermeld met wie of in welke formatie Herman het album uitbracht.
| Albums/Vinyl        | Albums/Vinyl                                         | Albums/Vinyl                                                                    |
| Jaar                | Titel                                                | Artiest                                                                         |
| ------------------- | ---------------------------------------------------- | ------------------------------------------------------------------------------- |
| 1991                | Between a Dog and a Lamppost                         | Maarten van der Grinten/Herman Quartet                                          |
| 1994                | Psychodixie for C-Melody Saxophone                   | Van der Grinten/Herman Quartet                                                  |
| 1994                | Five Up High                                         | Featuring Marius Beets, Joost Patocka en Jasper Blom                            |
| 1996                | Lost Languages in Sad Serenades & Jocular Jazz       | Van der Grinten/Herman Quartet                                                  |
| 1996                | Café Alto                                            | Benjamin Herman Trio                                                            |
| 1999                | Get In                                               | Met Jesse van Ruller, Larry Goldings en Idris Muhammad                          |
| 2000                | Plays Misha Mengelberg                               | Met Jos Machtel en Martijn Vink                                                 |
| 2001                | Plays Jaki Byard                                     | Met Pierre Christophe                                                           |
| 2004                | Heterogeneity                                        | Met Misha Mengelberg en Bert Joris                                              |
| 2005                | The Itch                                             | Met Han Bennink, Anton Goudsmit en Ernst Glerum                                 |
| 2006                | The London Session                                   | Met Bart van Lier en Stan Tracey                                                |
| 2006                | A Curse and a Sigh                                   | Van der Grinten / Herman Quartet                                                |
| 2007                | Campert. De Tijd Duurt Eén Mens Lang                 | Met Gideon van Gelder                                                           |
| 2008                | Hypochristmastreefuzz. More Mengelberg               | Met Ernst Glerum, Joost Patocka, Anton Goudsmit, Willem Friede en Ruben Hein    |
| 2009                | Deelder 65                                           | (10”-vinyl met cd)                                                              |
| 2009                | Blue Sky Blond                                       | Met Paul Weller, Perquisite en Jesse van Ruller                                 |
| 2010                | Hypochristmastreefuzz (Special Edition)              |                                                                                 |
| 2010                | Made In China 7" vinyl ep                            | Met IACW en Janne Schra                                                         |
| 2011                | Sherry Britton/Tempest Storm 7" vinyl                |                                                                                 |
| 2012                | DEAL                                                 | Met Jesse van Ruller, Joost Kroon, Manuel Hugas en Carlo de Wijs                |
| 2013                | Café Solo                                            | Met Ernst Glerum, Joost Patocka                                                 |
| 2014                | Live                                                 | Met Ernst Glerum, Joost Patocka en Miguel Rodriguez                             |
| 2014                | Trouble                                              | Met Ernst Glerum, Joost Patocka, Daniel von Piekartz en Miguel Rodriguez        |
| 2015                | Swing de Paris                                       | Met Robin Nolan Trio                                                            |
| 2018                | Project S                                            | Met Rory Ronde, Joost Kroon, Peter Schlamb, Alexander van Popta en Manuel Hugas |
| 2018                | Bughouse                                             | Met Reinier Baas, Peter Peskens en Olav van den Berg                            |
| 2021                | When Will The Blues Leave                            | Met John Engels en Joris Teepe                                                  |
| 2022                | True Love's Flame                                    | Met Anna Serierse, Alexander van Popta, Thomas Pol en Niek de Bruijn            |
| Singles             |                                                      |                                                                                 |
| Jaar                | Titel                                                |                                                                                 |
| 2004                | Skunkaholic                                          |                                                                                 |
| 2005                | Durban Poison                                        |                                                                                 |
| 2005                | Haze                                                 |                                                                                 |
| New Cool Collective |                                                      |                                                                                 |
| Jaar                | Titel                                                |                                                                                 |
| 1996                | Soul Jazz Latin Flavours Nineties Vibe               | New Cool Collective                                                             |
| 1997                | More! Soul Jazz Latin Flavours Nineties Vibes        | New Cool Collective                                                             |
| 1999                | Big                                                  | New Cool Collective                                                             |
| 2001                | Bring It On                                          | New Cool Collective                                                             |
| 2004                | Best of 9499                                         | New Cool Collective                                                             |
| 2005                | Trippin'                                             | New Cool Collective, featuring Tony Allen                                       |
| 2008                | Out of Office                                        | New Cool Collective                                                             |
| 2007                | New Cool Collective Big Band Live                    | New Cool Collective Big Band                                                    |
| 2009                | Chocolade                                            | New Cool Collective with Typhoon                                                |
| 2009                | Sugar Protocol                                       | New Cool Collective featuring Los Papines                                       |
| 2010                | Pachinko                                             | New Cool Collective Big Band                                                    |
| 2010                | In Concert                                           | New Cool Collective                                                             |
| 2011                | Eighteen                                             | New Cool Collective                                                             |
| 2013                | Chin Chin                                            | New Cool Collective                                                             |
| 2014                | Electric Monkey Session                              | New Cool Collective                                                             |
| 2014                | Hollandse Meesters                                   | New Cool Collective met Guus Meeuwis                                            |
| 2016                | The Things You Love                                  | New Cool Collective met Mark Reilly (Matt Bianco)                               |
| 2017                | New Cool Collective Big Band featuring Thierno Koité | New Cool Collective met Thierno Koité                                           |
| 2017                | Electric Monkey Session 2                            | New Cool Collective                                                             |
| 2018                | XXV                                                  | New Cool Collective                                                             |
| 2019                | Dansé Dansé                                          | New Cool Collective                                                             |
| 2020                | Trippin' Redux                                       | New Cool Collective met Tony Allen                                              |
| 2020                | High Anxiety                                         | New Cool Collective met Mark Reilly (Matt Bianco)                               |
| 2021                | YUNIKōN                                              |                                                                                 |
| 2022                | Trippin' (Reissue)                                   | New Cool Collective met Tony Allen                                              |

## Prijzen
- 1991 - Wessel Ilcken Prijs[1]
- 2000 - Edison Award met New Cool Collective, voor beste jazz-album BIG[1]
- 2001 - Heineken Crossover Award met New Cool Collective[1]
- 2001 - Gouden Notekraker met New Cool Collective[1]
- 2005 - Edison Award voor beste jazz-album Heterogeneity[8]
- 2005 - Feel Good Jazz Award[1]
- 2006 - VPRO/Boy Edgar Prijs[11]
- 2008 - Edison Award voor beste jazz-album Campert[8]
- 2008 - Best Geklede Man 2008[12]
- 2018 - Edison Award voor beste World-album New Cool Collective featuring Thierno Koite[8]
- 2022 - Sublime Oeuvre Award 2022
- 2024 - Edison Oeuvre Award[13]